# Partecipanti alla Parigi-Nizza 2020
In questa voce sono riportati i corridori iscritti alla settantottesima edizione della Parigi-Nizza. I ciclisti partiti da Plaisir sono stati 136 (8 per ogni squadra, quindi per un totale di 17 squadre), mentre quelli giunti sul traguardo finale di Valdeblore La Colmiane (dato l'annullamento della tappa conclusiva a Nizza) sono stati 61. Quest'edizione della manifestazione fu fortemente interessata della Pandemia di COVID-19: numerose squadre del circuito World Tour non vi parteciparono  mentre la Bahrain-McLaren si ritirò in blocco, non partendo alla sesta tappa. Alcuni corridori, come Tejay van Garderen, si ritirarono dalla corsa per poter tornare nelle loro nazioni d'appartenenza, prima della sospensione dei voli .

## Corridori per squadra
È riportato l'elenco dei corridori iscritti, il loro numero di gara e il loro risultato; sotto in legenda vengono riportati i dettagli dell'elenco. 
| Trek-Segafredo        | Trek-Segafredo         | Trek-Segafredo        | Lotto Soudal         | Lotto Soudal         | Lotto Soudal         | NTT Pro Cycling Team     | NTT Pro Cycling Team     | NTT Pro Cycling Team     |
| --------------------- | ---------------------- | --------------------- | -------------------- | -------------------- | -------------------- | ------------------------ | ------------------------ | ------------------------ |
| 1                     | Richie Porte           | 41º                   | 61                   | Philippe Gilbert     | 14º                  | 121                      | Giacomo Nizzolo          | R 6ª                     |
| 2                     | Mads Pedersen (Lin.)   | NP 7ª                 | 62                   | Sander Armée         | 60º                  | 122                      | Victor Campenaerts       | R 7ª                     |
| 3                     | Kenny Elissonde        | 35º                   | 63                   | Jasper De Buyst      | NP 6ª                | 123                      | Ryan Gibbons             | 47º                      |
| 4                     | Alex Kirsch            | R 7ª                  | 64                   | Thomas De Gendt      | 25º                  | 124                      | Michael Gogl             | R 7ª                     |
| 5                     | Ryan Mullen            | R 6ª                  | 65                   | John Degenkolb       | 17º                  | 125                      | Michael Valgren          | 27º                      |
| 6                     | Vincenzo Nibali        | 4º                    | 66                   | Caleb Ewan           | NP 6ª                | 126                      | Roman Kreuziger          | 24º                      |
| 7                     | Jasper Stuyven         | 13º                   | 67                   | Frederik Frison      | R 7ª                 | 127                      | Ben O'Connor             | NP 7ª                    |
| 8                     | Edward Theuns          | 53º                   | 68                   | Roger Kluge          | NP 7ª                | 128                      | Max Walscheid            | NP 4ª                    |
| Team Arkéa-Samsic     | Team Arkéa-Samsic      | Team Arkéa-Samsic     | Cofidis              | Cofidis              | Cofidis              | Israel Start-Up Nation   | Israel Start-Up Nation   | Israel Start-Up Nation   |
| 11                    | Nairo Quintana         | 6º                    | 71                   | Elia Viviani         | NP 6ª                | 131                      | Nils Politt              | NP 7ª                    |
| 12                    | Winner Anacona         | 32º                   | 72                   | Piet Allegaert       | 54º                  | 132                      | Rudy Barbier             | NP 6ª                    |
| 13                    | Warren Barguil         | EX 1ª                 | 73                   | Nicolas Edet         | 48º                  | 133                      | Jenthe Biermans          | NP 7ª                    |
| 14                    | Nacer Bouhanni         | R 7ª                  | 74                   | Cyril Lemoine        | R 7ª                 | 134                      | Guillaume Boivin         | NP 4ª                    |
| 15                    | Daniel McLay           | R 7ª                  | 75                   | Guillaume Martin     | 12º                  | 135                      | Hugo Hofstetter          | R 6ª                     |
| 16                    | Dayer Quintana         | 51º                   | 76                   | Anthony Perez        | 56º                  | 136                      | Krists Neilands          | NP 6ª                    |
| 17                    | Diego Rosa             | R 5ª                  | 77                   | Damien Touzé         | R 7ª                 | 137                      | Mads Würtz Schmidt       | R 6ª                     |
| 18                    | Connor Swift           | 43º                   | 78                   | Julien Vermote       | 42º                  | 138                      | Tom Van Asbroeck         | NP 7ª                    |
| Groupama-FDJ          | Groupama-FDJ           | Groupama-FDJ          | Bahrain-McLaren      | Bahrain-McLaren      | Bahrain-McLaren      | Nippo Delko Provence     | Nippo Delko Provence     | Nippo Delko Provence     |
| 21                    | Thibaut Pinot          | 5º                    | 81                   | Dylan Teuns          | NP 6ª                | 141                      | Julien El Fares          | R 5ª                     |
| 22                    | Antoine Duchesne       | 46º                   | 82                   | Pello Bilbao         | NP 6ª                | 142                      | Pierre Barbier           | FTM 1ª                   |
| 23                    | Stefan Küng            | 29º                   | 83                   | Damiano Caruso       | NP 6ª                | 143                      | Romain Combaud           | 37º                      |
| 24                    | Matthieu Ladagnous     | 39º                   | 84                   | Iván García Cortina  | NP 6ª                | 144                      | José Manuel Díaz         | 45º                      |
| 25                    | Olivier Le Gac         | 18º                   | 85                   | Heinrich Haussler    | NP 6ª                | 145                      | Ramūnas Navardauskas     | R 7ª                     |
| 26                    | Tobias Ludvigsson      | R 7ª                  | 86                   | Domen Novak          | NP 6ª                | 146                      | Dušan Rajović            | R 7ª                     |
| 27                    | Rudy Molard            | 7º                    | 87                   | Hermann Pernsteiner  | NP 6ª                | 147                      | Evaldas Šiškevičius      | 49º                      |
| 28                    | Marc Sarreau           | R 7ª                  | 88                   | Jan Tratnik          | NP 6ª                | 148                      | Julien Trarieux          | 55º                      |
| Bora-Hansgrohe        | Bora-Hansgrohe         | Bora-Hansgrohe        | Team Sunweb          | Team Sunweb          | Team Sunweb          | Circus-Wanty Gobert      | Circus-Wanty Gobert      | Circus-Wanty Gobert      |
| 31                    | Peter Sagan            | R 7ª                  | 91                   | Michael Matthews     | 26º                  | 151                      | Xandro Meurisse          | 22º                      |
| 32                    | Pascal Ackermann       | R 5ª                  | 92                   | Nikias Arndt         | 23º                  | 152                      | Aimé De Gendt            | R 7ª                     |
| 33                    | Jempy Drucker          | R 6ª                  | 93                   | Tiesj Benoot         | 2º                   | 153                      | Tom Devriendt            | R 6ª                     |
| 34                    | Felix Großschartner    | 9º                    | 94                   | Cees Bol             | 38º                  | 154                      | Fabien Doubey            | 11º                      |
| 35                    | Patrick Konrad         | 34º                   | 95                   | Nico Denz            | 61º                  | 155                      | Andrea Pasqualon         | 36º                      |
| 36                    | Juraj Sagan            | R 7ª                  | 96                   | Nils Eekhoff         | R 6ª                 | 156                      | Boy van Poppel           | R 7ª                     |
| 37                    | Maximilian Schachmann  | 1º                    | 97                   | Chris Hamilton       | 50º                  | 157                      | Danny van Poppel         | R 1ª                     |
| 38                    | Michael Schwarzmann    | R 7ª                  | 98                   | Søren Kragh Andersen | 10º                  | 158                      | Pieter Vanspeybrouck     | R 7ª                     |
| Deceuninck-Quick-Step | Deceuninck-Quick-Step  | Deceuninck-Quick-Step | EF Pro Cycling       | EF Pro Cycling       | EF Pro Cycling       | B&B Hotels-Vital Concept | B&B Hotels-Vital Concept | B&B Hotels-Vital Concept |
| 41                    | Julian Alaphilippe     | 16º                   | 101                  | Sergio Higuita       | 3º                   | 161                      | Bryan Coquard            | R 7ª                     |
| 42                    | Kasper Asgreen         | 30º                   | 102                  | Alberto Bettiol      | 44º                  | 162                      | Frederik Backaert        | R 5ª                     |
| 43                    | Sam Bennett            | NP 4ª                 | 103                  | Lawson Craddock      | R 5ª                 | 163                      | Cyril Barthe             | 57º                      |
| 44                    | Tim Declercq           | 31º                   | 104                  | Tanel Kangert        | 8º                   | 164                      | Jens Debusschere         | R 7ª                     |
| 45                    | Bob Jungels            | 15º                   | 105                  | Tom Scully           | R 7ª                 | 165                      | Cyril Gautier            | R 6ª                     |
| 46                    | Yves Lampaert          | R 7ª                  | 106                  | Tejay van Garderen   | NP 5ª                | 166                      | Quentin Pacher           | 40º                      |
| 47                    | Michael Mørkøv         | 52º                   | 107                  | Sep Vanmarcke        | R 7ª                 | 167                      | Kévin Réza               | R 6ª                     |
| 48                    | Zdeněk Štybar          | 20º                   | 108                  | Michael Woods        | R 5ª                 | 168                      | Sebastian Schönberger    | 33º                      |
| AG2R La Mondiale      | AG2R La Mondiale       | AG2R La Mondiale      | Total Direct Énergie | Total Direct Énergie | Total Direct Énergie |                          |                          |                          |
| 51                    | Romain Bardet          | 19º                   | 111                  | Lilian Calmejane     | R 7ª                 |                          |                          |                          |
| 52                    | Mikaël Cherel          | 28º                   | 112                  | Niccolò Bonifazio    | R 6ª                 |                          |                          |                          |
| 53                    | Benoît Cosnefroy       | R 7ª                  | 113                  | Jonathan Hivert      | R 7ª                 |                          |                          |                          |
| 54                    | Alexis Gougeard        | R 7ª                  | 114                  | Adrien Petit         | R 7ª                 |                          |                          |                          |
| 55                    | Pierre Latour          | R 7ª                  | 115                  | Julien Simon         | R 6ª                 |                          |                          |                          |
| 56                    | Oliver Naesen          | R 5ª                  | 116                  | Niki Terpstra        | 58º                  |                          |                          |                          |
| 57                    | Aurélien Paret-Peintre | 21º                   | 117                  | Anthony Turgis       | R 7ª                 |                          |                          |                          |
| 58                    | Nans Peters            | R 7ª                  | 118                  | Dries Van Gestel     | 59º                  |                          |                          |                          |

### Legenda
| Legenda       | Legenda | Legenda       | Legenda                                                  |
| ------------- | --- | ------------- | -------------------------------------------------------- |
| Dorsale       | Dorsale di partenza del ciclista | Posizione     | Posizione finale nella classifica generale               |
| Maglia gialla | Indica il vincitore della classifica generale                                                                                        | Maglia a pois | Indica il vincitore della classifica dei GPM             |
| Maglia verde  | Indica il vincitore della classifica a punti                                                                                         | Maglia bianca | Indica il vincitore della classifica dei giovani         |
| NP            | Indica un ciclista che non è ripartito in una tappa la mattina                                                                       | R             | Indica un ciclista che si è ritirato in una tappa        |
| FTM           | Indica un ciclista che ha concluso una tappa fuori tempo, ossia ha impiegato più tempo rispetto a quanto stabilito dal tempo massimo | EX            | Corridore escluso per non aver rispettato il regolamento |

## Ciclisti per nazione
Le nazionalità rappresentate nella manifestazione sono 26; in tabella il numero dei ciclisti suddivisi per la propria nazione di appartenenza:
| Numero ciclisti | Nazione                                                                        |
| --------------- | ------------------------------------------------------------------------------ |
| 38              | Francia                                                                        |
| 25              | Belgio                                                                         |
| 9               | Germania                                                                       |
| 8               | Italia                                                                         |
| 6               | Australia, Danimarca                                                           |
| 5               | Austria, Paesi Bassi                                                           |
| 4               | Colombia                                                                       |
| 3               | Canada, Lussemburgo, Spagna                                                    |
| 2               | Gran Bretagna, Irlanda, Lituania, Rep. Ceca, Slovacchia, Slovenia, Stati Uniti |
| 1               | Estonia, Lettonia, Nuova Zelanda, Serbia, Svezia, Svizzera, Sudafrica          |